# Organización de los Muyahidines del Pueblo de Irán
La Organización de los Muyahidines del Pueblo de Irán (OMPI; en persa: سازمان مجاهدين خلق ايران‎, Sâzmân-e Moŷâhedín-e Jalq-e Irân) o Moyahedín-e Jalq (MEJ; en persa: مجاهدین خلق‎ Moŷâhedín-e jalq), más conocida por las siglas PMOI, MEK o MKO del inglés, es una organización iraní en el exilio que aboga por derrocar a la República Islámica de Irán. Actualmente integra el CNRI.
Fundada el 5 de septiembre de 1965 por un grupo de estudiantes iraníes de izquierda como un movimiento político de masas socialista islámica y marxista, MEK se dedicó inicialmente a la lucha armada contra el Sah Mohammad Reza Pahlevi, el capitalismo y el imperialismo occidental. A raíz de la Revolución iraní de 1979, el MEK y el Partido de las Masas de Irán decidieron aliarse con los clérigos dirigidos por el Ayatolá Jomeini contra los liberales, nacionalistas y otras fuerzas moderadas al interior de la revolución. Se produjo una lucha de poder y, para mediados de 1981, el MEK estaba peleando batallas en las calles contra los Cuerpos de la Guardia Revolucionaria Islámica. Durante la guerra entre Irán e Irak, el grupo recibió refugio de Sadam Huseín y lanzó ataques a Irán desde territorio iraquí. Fuentes del gobierno afirmaron que más de diecisiete mil iraníes fueron asesinados por el MKO.
El grupo sostiene haber renunciado a la violencia en 2001 y actualmente es la organización principal del Consejo Nacional de Resistencia de Irán, una coalición que se denomina el «parlamento en el exilio dedicado a un gobierno democrático, secular y de coalición en Irán». El grupo ha contado con miles de miembros por muchos años en sus bases en Irak; sin embargo, según la BBC, «fueron desarmados como consecuencia de la invasión comandada por Estados Unidos y se dice que se han adherido a un cese el fuego».
Estados Unidos, Canadá, Irak e Irán han designado al PMOI como una organización terrorista. El 26 de enero de 2009, después de que el grupo hubiera llamado por una «batalla legal y política de siete años de duración», el Consejo de la Unión Europea retiró al PMOI de la lista de organizaciones consideradas como terroristas por la Unión Europea. Un informe de HRW había denunciado abusos y torturas del MeK contra algunos de sus propios partidarios en los campamentos donde residían en Irak, "desde incomunicaciones prolongadas y confinamientos en solitario hasta palizas, abusos verbales y psicológicos, confesiones obtenidas por la fuerza, amenazas de ejecución y torturas que en dos casos acabaron en muerte". Un informe de RAND de 2009 describió las características internas del grupo y su similitud con una secta, más que con un movimiento político.
El PMOI sostiene haber proporcionado inteligencia militar a Estados Unidos sobre el programa nuclear de Irán en 2002 y en 2008. El 6 de septiembre de 2011, la Organización de los muyahidines del pueblo iraní eligió a Zohreh Akhyani como su nueva secretaria general por un período de dos años. La nueva Secretaría General se unió al PMOI treinta y dos años antes, tras la revolución antimonárquica en Irán en 1979. La organización se caracteriza también por el culto a la personalidad de su líder.

## Otros nombres
La Organización de los muyahidines del pueblo iraní es conocido por una variedad de nombres, incluyendo:
- Organización Mojahedin-e-Khalq (MEK).
- El Ejército de Liberación Nacional de Irán (el brazo armado del grupo).
- (Discutido) Consejo Nacional de Resistencia de Irán (NCRI): el PMOI es el miembro fundador de una coalición de organizaciones llamadas NCRI, mientras que otros, incluyendo el FBI estadounidense, sostienen que el NCRI es o bien un alias para o una organización de fachada del PMOI. Ambas organizaciones comparten el mismo líder y oficinas. El propio PMOI describen al NCRI como su «brazo políticos» en documentos encontrados por el FBI en diciembre de 2001.[21][22]
- Monafiqeen: el gobierno iraní se refiere consistentemente al grupo con este nombre, que significa «los hipócritas».[23]

Nota: Los acrónimos MEK y PMOI son usados de forma intercambiable a lo largo de este artículo, dado que la abreviación MEK es comúnmente usada por los medios y gobiernos nacionales en todo el mundo para referirse a la Organización de los Muyahidines del Pueblo de Irán.

## Afiliación
Se creía que el PMOI contaba con una guerrilla armada compuesta por 5000-7000 personas, con base en Irak, antes de la guerra de 2003, pero es más probable que contaran con 3000-5000 afiliados. En 2005, el think-tank estadounidense Council on Foreign Relations creía que el PMOI tenía diez mil miembros, entre un tercio o la mitad de los cuales eran combatientes. Asimismo, afirma que sus miembros se ha reducido y la organización no he tenido mucho éxito en encontrar nuevos reclutas. Según un artículo de 2003 del New York Times, el PMOI estaría compuesto por cinco mil combatientes, muchos de ellos mujeres, con una base en Irak.

## Apoyo internacional
El grupo pagaba cantidades de dinero a muchos de los políticos occidentales que iban a sus reuniones anuales.
A la reunión anual que el grupo realizó en París en 2017 acudieron, entre otros, John Bolton (consejero de Seguridad Nacional en la Casa Blanca), Rudy Giuliani (exalcalde de Nueva York y abogado personal de Donald Trump) y Newt Gingrich (expresidente de la Cámara de Representantes).
En 2019, el partido español Vox reconoció que pagó el 80 % de su campaña a las elecciones europeas de 2014 con dinero de los Muyahidines.

## Designación como organización terrorista
El 14 de septiembre de 1981, Time ya había publicado un artículo sobre el PMOI en el que informaba que «la plataforma muyajidín se centraba en eslóganes anticapitalistas y antioccidentales. Demandaba la nacionalización de todos los negocios extranjeros dirigidos por iraníes y una continuación de la lucha antiimperialista, especialmente contra los Estados Unidos». Las fuentes de inteligencia occidentales dudan que los muyahidines, aunque muy bien organizados, tengan tantos seguidores como dice. «No son un movimiento popular», sostuvo un analista, «su ideología no es comprendida por las masas. Son capaces de llevar a cabo operaciones terroristas, pero no de gobernar Irán».
El 28 de agosto de 1988, The New York Times publicó un artículo tras los «ataques químicos» realizados por el PMOI contra las ciudades occidentales iraníes, en donde Alireza Jafarzadeh, entonces vocero público del PMOI en los Estados Unidos declaró:

Los muyahidines han aprendido a tomar tácticas apropiadas cuando y si es necesario. Siempre hemos ajustado las tácticas en nuestra lucha. La forma de luchar es secundaria.

Los muyahidines dijeron haber infligido cuarenta mil bajas iraníes.
El 21 de abril de 1997, Time publicó un artículo sobre el PMOI, en el cual Michael Eisenstadt, un experto sobre Irán en el Instituto de Washington sobre Política del Cercano Oriente, afirmó: 

hay un culto a la personalidad en torno a Masud Rajavi y Maryam Rajavi que no es sano... Si llegaran a alcanzar el poder, es improbable que renunciaran a él.

El 13 de julio de 2003, el New York Times publicó un artículo en el que se afirmaba que en 1991, Sadam Huseín usó al PMOI y sus tanques como fuerzas de avanzada para aplastar al pueblo kurdo iraquí en el norte, así como a la población chiita iraquí en el sur. Maryam Rajavi, entonces líder de las fuerzas armadas del PMOI, ordenó: 

Tomen a los kurdos bajo sus tanques y guarden sus balas para los Guardias Revolucionarios Iraníes.

El 18 de mayo de 2005, Newsweek publicó un artículo sobre el PMOI donde informó que «Human Rights Watch alega que el grupo iraní en el exilio conocido como Mujahideen-e Khalq (MEK) tiene una historia de prácticas de culto que incluyen forzar a miembros a divorciarse de sus esposas y participar en sesiones de autocrítica». Aún más dramático es que los exmiembros del MEK dijeran a HRW que cuando protestaron contra las políticas del MEK o intentaron abandonar la organización, fueron arrestados y, en algunos casos, violentamente abusados y, en otras instancias, encarcelados. Fueron mantenidos en reclusión solitaria por años en un campo operado por el MEK en Irak bajo la protección de Sadam Huseín. Los representantes del MEK en los Estados Unidos y Francia, donde MEK tiene su sede, no respondieron a las llamadas telefónicas de Newsweek y a un correo electrónico que les solicitaba un comentario.
El nuevo informe de Human Rights Watch alega que hubo comportamientos extraños y, algunas veces, brutales por los líderes del grupo y el aparato de seguridad interna. Según HRW, tras la derrota militar de 1988, el liderazgo de Rajavi del MEK se hizo cada vez más autoritaria. Según las memorias de un desertor del MEK, Rajavi decía tener una relación mística con un profeta conocido como Imán Zaman, quien es la versión chiita del tan esperado Mesías. Para cimentar mejor su relación con su líder y, en última instancia, su Mesías, Rajavi instruyó a sus seguidores a "divorciarse" de sus esposas. El grupo ya había instaurado una práctica de autocrítica, en las cuales se pidió a los miembros que se sometieran a su propia "revolución ideológica" personal por medio de la "confesión" de deficiencias personales en sesiones especiales. Human Rights Watch afirma que el testimonio de ex prisioneros del MEK pintan una imagen gris de cómo la organización trataba a sus miembros, particularmente, aquellos que mantenían opiniones divergentes o expresaban un intento de abandonar la organización. Otros testigos dijeron a HRW que una práctica de los interrogadores del MEK era «atar cuerdas gruesas alrededor de los cuellos de los prisioneros y arrastrarlos por el suelo». Un testigo dijo a los investigadores que «algunas veces, los prisioneros regresaban a la celda con sus cuellos extremadamente hinchados: su cabeza y cuello tan grandes como una almohada». En una declaración que acompañaba a su informe de investigación, Joe Stork, un experto de Human Rights Watch del Medio Oriente, comenta que: 

El gobierno iraní tiene un historial terrible en derechos humanos, pero sería un error promover a un grupo de oposición que es responsable de serios abusos a los derechos humanos.

El 14 de diciembre de 2006, la revista Time publicó un artículo sobre el PMOI e informó: «En 2003, la policía antiterrorista francesa hizo una redada en el domicilio de Maryam Rajavi en Auvers-sur-Oise, en la cual encontró millones de euros y capturó a Maryam Rajavi con algunos de sus colaboradores. Varios de los partidarios de Rajavi se prendieron fuego en protesta por su arresto, lo que confirmó los temores franceses sobre la naturaleza de culto del grupo». Y añadía que «para mediados de los años 1980, el grupo [PMOI] se había congraciado con Sadam Husein, quien les proporcionó fondos y un complejo, campo Ashraf, al norte de Bagdad. El gobierno estadounidense había acusado al grupo de ayudar a Sadam a reprimir brutalmente a la población kurdo-iraquí a inicios de los años 1990 y a lanzar numerosos ataques al interior de Irán».
El 5 de enero de 2009, Time publicó un artículo sobre el PMOI y relató que «a pesar de su posición en la 'lista terrorista' de Estados Unidos desde 1997 e informes por exmiembros de prácticas abusivas y de culto en Ashraf, el MEK había reunido apoyado de lugares sorprendentes en el exterior, especialmente desde la invasión estadounidense, al presentarse como una oposición viable a los mulás en Teherán». Gary Sick, un experto sobre el golfo Pérsico en el Instituto de Oriente Medio de la Universidad de Columbia y autor de All Fall Down: America's Tragic Encounter With Iran (Todos caen: el encuentro trágico de América con Irán), expresó que «han sido extremadamente astutos y muy, pero muy efectivos en su propaganda y lobby de miembros del Congreso. Consiguen que todo tipo de personas firmen sus peticiones. Muchas veces, los congresistas no saben lo que están firmado». Pero otros. añade Sick, «son muy consciente del hecho de que es una organización designada terrorista y están muy dispuestos a mirar hacia otro lado por un grupo que creen es una alternativa democrática al régimen iraní».

### Oficial
- Sitio oficial del PMOI
- Sitio oficial del Consejo Nacional para la Resistencia de Irán
- Comité de Asuntos Exteriores del Consejo Nacional para la Resistencia de Irán
- Perfil del MEK del Departamento de Estado de los Estados Unidos

### Otros
- Global Security sobre MEK
- MKO Watch
- «Iranian dissidents in Iraq: Where will they all go?». The Economist (en inglés). 8 de abril de 2009. Consultado el 17 de febrero de 2012.

- Datos: Q636947
- Multimedia: People's Mujahedin of Iran / Q636947